# Delphinium virgatum
Delphinium virgatum là một loài thực vật có hoa trong họ Mao lương. Loài này được Poir. mô tả khoa học đầu tiên năm 1812.